# Ko (Sprache)
Ko (auch fungor, fungur, kau; ISO 639-3: fuj) ist eine kordofanische Sprache, die von nur noch 2.680 Personen in wenigen abgelegenen Orten (Nyaro, Kao und Fungor) in den Nubabergen im Sudan gesprochen wird.
Die Sprache zählt zur Gruppe der östlichen Heiban-Sprachen.
Sie wird von der ethnischen Gruppe der Fungor (Fung) gesprochen.